# بوخهولتس (لاونبورگ)
بوخهولتس (به آلمانی: Buchholz) یک شهر در آلمان است که در هرتسوگتوم لاونبورگ واقع شده‌است. بوخهولتس ۲۳۲ نفر جمعیت دارد.